# フェルナンドポリスFC
フェルナンドポリス・フチボウ・クルーベ（ポルトガル語: Fernandópolis Futebol Clube）は、ブラジル・サンパウロ州フェルナンドポリスを本拠地とするサッカークラブ。

## 歴史
1961年11月15日設立。

## 本拠地
エスタジオ・ムニシパウ・クラウディオ・ホダンチを本拠地としている。収容人数は7850人。

## タイトル
- カンピオナート・パウリスタ・セグンダ・ディヴィソン: 1979, 1994

## 歴代所属選手
- ターレス・リマ・クルス 2010
- アイルトン・デ・オリベイラ・モデスト 2012
- アブダ 2015
- ミューレル 2015